# BioScience
BioScience is een internationaal, aan collegiale toetsing onderworpen wetenschappelijk tijdschrift op het gebied van de biologie. Het wordt uitgegeven door University of California Press namens het American Institute of Biological Sciences en verschijnt maandelijks.